# Just a Dream (Ringo Starr)
Just a Dream è un brano musicale composto da Ringo Starr e Vini Poncia, e registrato dal primo nel giugno 1977, negli Atlantic Studios di New York, sotto la produzione di Arif Mardin. Escluso dall’album Ringo the 4th, pubblicato nel settembre dello stesso anno, venne pubblicato come lato B di due differenti 45 giri: sia di Drowning in the Sea of Love, che di Wings, uscito solamente negli States. Con la ristampa su CD del disco, nel 1992, la canzone non venne inclusa come bonus track, scatenando qualche lieve polemica fra i fan. In altre ristampe vennero incluse le b-side: per esempio, su Ringo compare Down and Out, e su Beaucoups of Blues Coochy Coochy. Just a Dream non è l'unico brano registrato durante le sedute dell'LP e tagliato fuori: gli altri sono By Your Side, The Party, Briminghan, Wild Shining Stars, Lover Please ed alcune registrazioni casalinghe. Inoltre, esiste una versione differente del brano, anch'essa outtake.